# Варменштайнах
Варменштайнах (нім. Warmensteinach) — громада в Німеччині, розташована в землі Баварія. Підпорядковується адміністративному округу Верхня Франконія. Входить до складу району Байройт.
Площа — 17,53 км2. Населення становить 2211 ос. (станом на 31 грудня 2020).